# Apol·loni Herofileu
Apol·loni Herofileu (en llatí Apollonius Herophileius, en grec Άπολλώνιος Ἡροφίλειος), era probablement la mateixa persona coneguda també per Apol·loni Mus va ser un metge grec que va escriure una obra titulada Περὶ Εὐπορίστων De Facile Parabilibus , obra citada sovint per Galè i a la que Oribasi probablement s'hi refereix. Va viure al segle i aC o una mica abans, ja que Andròmac el jove el cita, i també abans d'Arquígenes d'Apamea. Segons Galè, va viure per un temps a Alexandria. El seu cognom derivava de ser seguidor d'Heròfil de Calcedònia (Herophilos). Una obra seva sobre ungüents, Περὶ Μύρων, és citada per Ateneu i Celi Aurelià.